# Goniotorna vulpicolor
Goniotorna vulpicolor es una especie de polilla del género Goniotorna, familia Tortricidae. Fue descrita científicamente por Diakonoff en 1960.

## Distribución
Se encuentra en Madagascar.